# Certosa di Padula
Certosa di Padula je rozlehlý kartuziánský klášter v národním parku Cilento v jižní Itálii. Počátky této stavby sahají do prvních let 14. století, většina budovy je však postavena v barokním stylu.
Od roku 1998 je stavba součástí světového dědictví.